# Hermandad de Jesús de la Lealtad Despojado (Cáceres)
La Hermandad de Nuestra Señora del Rosario de Fátima y Penitencial Cofradía de Nazarenos de Nuestro Padre Jesús de la Lealtad Despojado, María Santísima de la Pureza y San Juan Evangelista es una hermandad de la Semana Santa de Cáceres, en Extremadura; erigida canónicamente el 8 de noviembre de 2018. Su sede canónica se encuentra en la Parroquia de Ntra. Sra. del Rosario de Fátima en Cáceres.

## Historia
La Hermandad nace en abril de 2015 por un grupo de jóvenes que deciden fundar una nueva cofradía en la ciudad, con un claro carácter humilde. Presentan tras la Semana Santa de 2015 un proyecto en el que se centran en dos misterios inéditos en Cáceres: el Despojamiento anteriormente dicho y la Sagrada Conversación, sin ninguna vinculación con el anterior proyecto. Contactaron, tras intentos frustrados, con varias parroquias de la ciudad, hasta que, desistiendo de acudir a un templo parroquial, acudieron a su primera sede canónica, donde fueron aceptados bajo el seno de los Hermanos de la Cruz Blanca en febrero de 2016. 
Posteriormente, en noviembre de 2018, pasan a formar parte de la Parroquia de Santiago el Mayor, donde se erige canónicamente, estableciéndose el culto en el Oratorio San Pedro de Alcántara. En noviembre de 2019 presentan formalmente el boceto de su titular. En el año 2020 se añade a San Juan Evangelista como titular de la hermandad tras la aprobación en cabildo.
La imagen de Nuestro Padre Jesús de la Lealtad Despojado fue bendecida el 9 de octubre de 2021, en el Templo Parroquial de Santiago el Mayor, y trasladada al Oratorio de San Pedro de Alcántara en procesión extraordinaria. Ese mismo mes se crea el grupo joven de la hermandad que lleva el nombre de San Juan Evangelista cotitular de la corporación.
Procesiona por primera vez desde el Palacio Episcopal en la tarde-noche del Martes Santo de 2022, posteriormente tras la Semana Santa, en Cabildo General Extraordinario, se aprueba trasladar la sede desde el Oratorio de San Pedro de Alcántara hasta la Parroquia de Ntra. Sra. del Rosario de Fátima. El 8 de octubre de 2022 sale en Procesión Extraordinaria la imagen de Ntro. Padre Jesús de la Lealtad Despojado hacia su nueva sede, donde se desarrollan sus cultos.
El 15 de mayo de 2023 se convierte en una fecha señalada para la hermandad, los hermanos aprueban en cabildo extraordinario la absorción de la Cofradía de Ntra. Sra. del Rosario de Fátima, titular de la parroquia con una importante devoción en la ciudad, que pasa a integrarse completamente en la corporación del Martes Santo, adoptando esta a la Virgen de Fátima como cotitular, asumiendo sus cultos y patrimonio; aumentando así su dimensión hasta ser una hermandad tanto penitencial como de gloria. También ese mismo día fue aprobada la adquisición de la talla de la cotitular, María Stma. de la Pureza. La talla llegó a la ciudad el 8 de diciembre de 2023 festividad de la Inmaculada Concepción y fue bendecida al amparo de una serie de actos extraordinarios.
A lo largo de sus años de actividad la hermandad ha desarrollado distintas acciones complementarias a la estación de penitencia y su labor evangelizadora, entre las que sobresalen conciertos de música cofrade, la cruz de mayo, montaje del belén, la recuperación del tradicional torneo solidario y cofrade de fútbol, campañas de caridad o el pregón joven de la hermandad, previo a la Semana Santa.
Durante la Cuaresma destacan los cultos a Jesús de la Lealtad, concretamente su solemne triduo acompañado de actos musicales, una eucaristía por el rito hispano-mozárabe y finalizando con el vía crucis por las calles de la feligresía de Fátima con la imagen del Señor. La semana siguiente tiene lugar el besamanos del Despojado que se prolonga durante dos días.
A partir del año 2024 se edita anualmente la revista "Fides" con contenidos de interés para  hermanos y lectores sobre la Hermandad y otros aspectos relacionados con la parroquia o el culto. Precisamente en ese mismo año y debido a la inestabilidad meteorológica, la corporación decide por primera vez no realizar su estación de penitencia. A continuación de la Semana Santa, se inicia el primer proyecto de importancia como Hermandad de Gloria, la realización de una nueva corona para la Virgen de Fátima, esta fue bendecida el 12 de mayo de 2024 y sustituyó por primera vez a la que portaba la imagen desde 1953.
El 5 de octubre de 2024 la titular dolorosa María Stma. de la Pureza, procesionó por primera vez por las calles de Cáceres con motivo de la Magna Mariana por el primer centenario de la coronación canónica de la Virgen de la Montaña, patrona de Cáceres. Para tal ocasión y al no disponer aún la Hermandad de un paso propio para la Virgen, la talla salió a las calles sobre el paso de la Hdad. de Jesús Nazareno (Fuente del Maestre) junto a su candelería y prescindiendo del palio, además contaba con un juego de jarras y violeteras cedidos por la Hdad. de la Soledad Coronada (Badajoz). Por último, la titular lució ataviada con el manto de salida de la AP. del Buen Pastor (Los Palacios y Villafranca). El acompañamiento musical estuvo a cargo de la Banda de Música de Zafra.
Tras los primeros años portando los pasos a doble hombro, en diciembre de 2024 se decide merced a un informe detallado por parte del equipo de capataces y su exposición en cabildo, adoptar el costal como modelo de carga para los pasos de la cofradía en el futuro.

## Imaginería de la Hermandad

### Despojamiento de las Vestiduras
El primer paso representa el despojamiento de las vestiduras de Nuestro Padre Jesús de la Lealtad. Dicha imagen está realizada por los imagineros Pablo Porras Castro y Juan Jiménez González.  La imagen mantiene el equilibrio sobre la pierna derecha, relajando la izquierda, cuando al mismo tiempo adelanta al frente la parte lateral izquierda del torso, acercando al corazón la mano derecha, y dejando sin embargo atrás la izquierda para así acentuar el momento del despojo de la túnica. Además posee un rasgo característico, ya que del meñique de su mano derecha pende una gota de sangre perfectamente visible y que se representa tanto en su paso como en el altar por una rosa roja muy llamativa. La imagen del Señor tiene en su ajuar distintas túnicas adecuadas a los tiempos litúrgicos, cíngulos, potencias, gemelos y otras piezas adquiridas por la hermandad o donadas por los fieles.

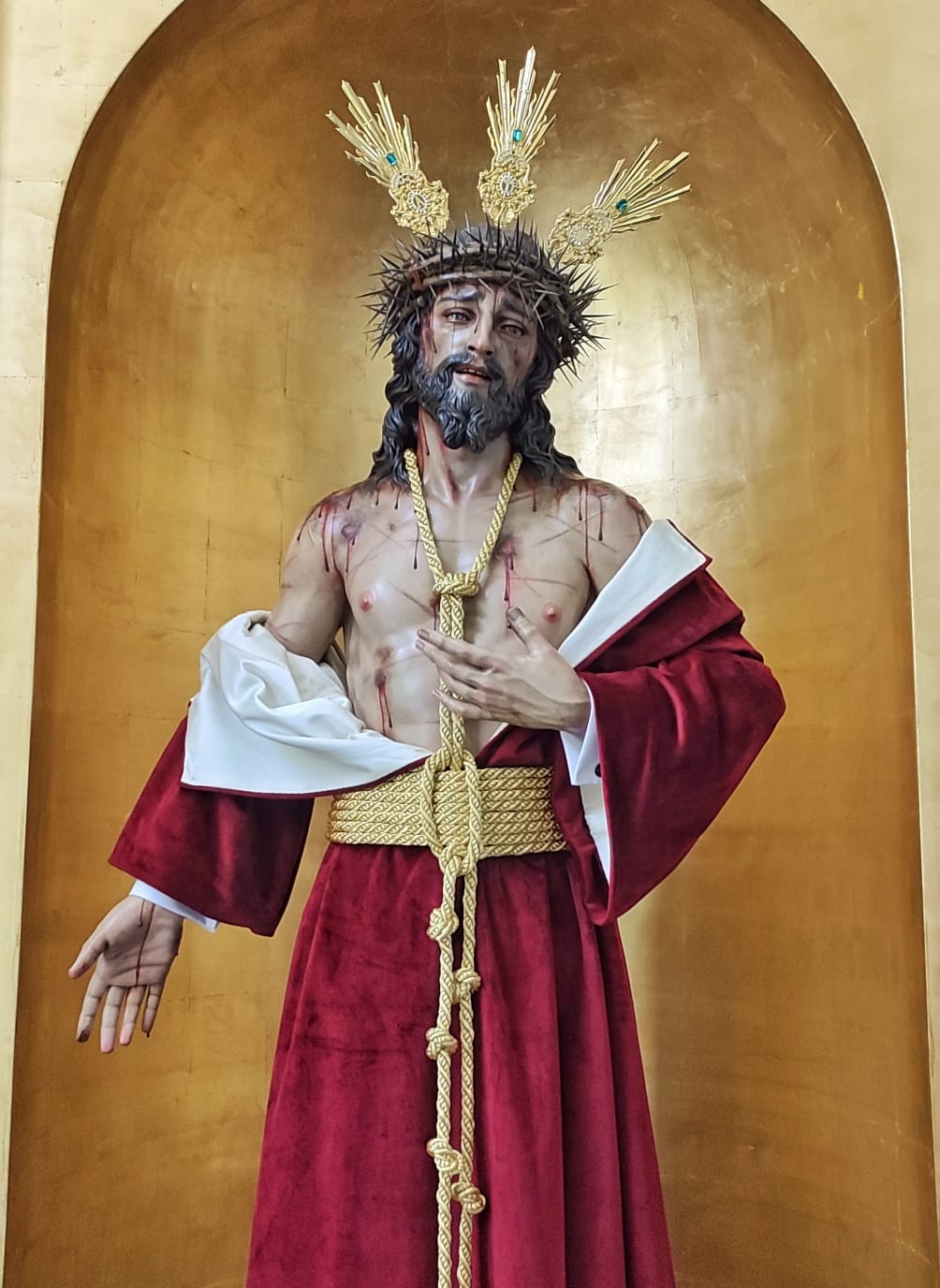
Ntro. Padre Jesús de la Lealtad Despojado de sus Vestiduras.

### María Santísima de la Pureza
La imagen de la Stma. Virgen, fue realizada por los mismos imagineros que tallaron al Señor, D. Juan Jiménez y D. Pablo Porras. Se trata de una imagen ejecutada en madera de cedro real, policromada al óleo siguiendo los cánones barrocos, con una altura de 168 cm, de gran serenidad y belleza. Destaca además su ropaje eminentemente blanco, muy novedoso en la ciudad, siendo vestida por el cordobés Francisco Mira Montoro. 
La titular fue bendecida el día 8 de diciembre de 2023  por Jesús Pulido Arriero, obispo de la  diócesis de Coria-Cáceres; y siendo amadrinada por la Real Cofradía de la Stma. Virgen de la Montaña patrona de la ciudad de Cáceres. El vínculo con la hermandad de la Montaña es grande, pues antes incluso de ser bendecida la imagen se anunció que la primera salida a la calle de la Virgen de la Pureza sería en la Magna Mariana con motivo del I Centenario de la coronación canónica de la patrona.

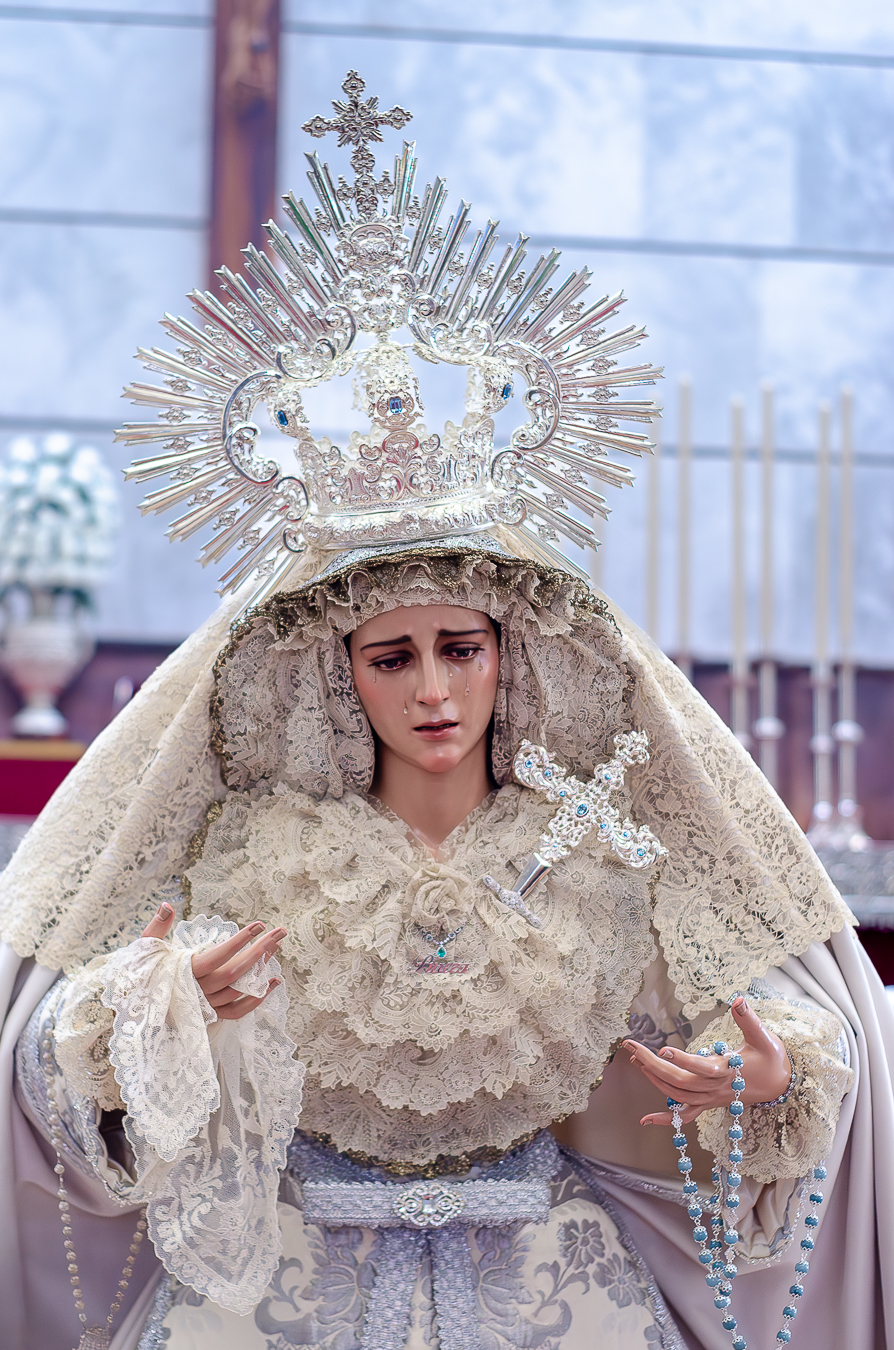
María Stma. de la Pureza.

### Nuestra Señora del Rosario de Fátima
Fue esculpida en madera de cedro del Líbano, siguiendo las directrices del Papa Pío XII, por un afamado escultor lisboeta que trabajó para el Vaticano. La talla llegó desde la capital lusa para ser entronizada en la por entonces Escuela-Capilla de Fátima (Cáceres) el 18 de marzo de 1953. En Mayo del mismo año se realiza su primera novena y procesión, actos que cumplirán 75 años en 2028. Tras la absorción de su cofradía por el Despojado, pasó a ser la titular gloriosa de la corporación. En septiembre de 2024 fue retirada la talla del culto para su limpieza y restauración a cargo de Clara Hurtado.
La Hermandad celebra el novenario de Fátima del 4 al 12 de mayo, víspera de su festividad en la que tiene lugar la tradicional "procesión de las antorchas" en la que numerosos fieles acompañan a la imagen con pequeñas velas encendidas. El día 13, fiesta de Fátima, permanece en solemne besamanos durante toda la jornada que cuenta  también con numerosas celebraciones eucarísticas. 

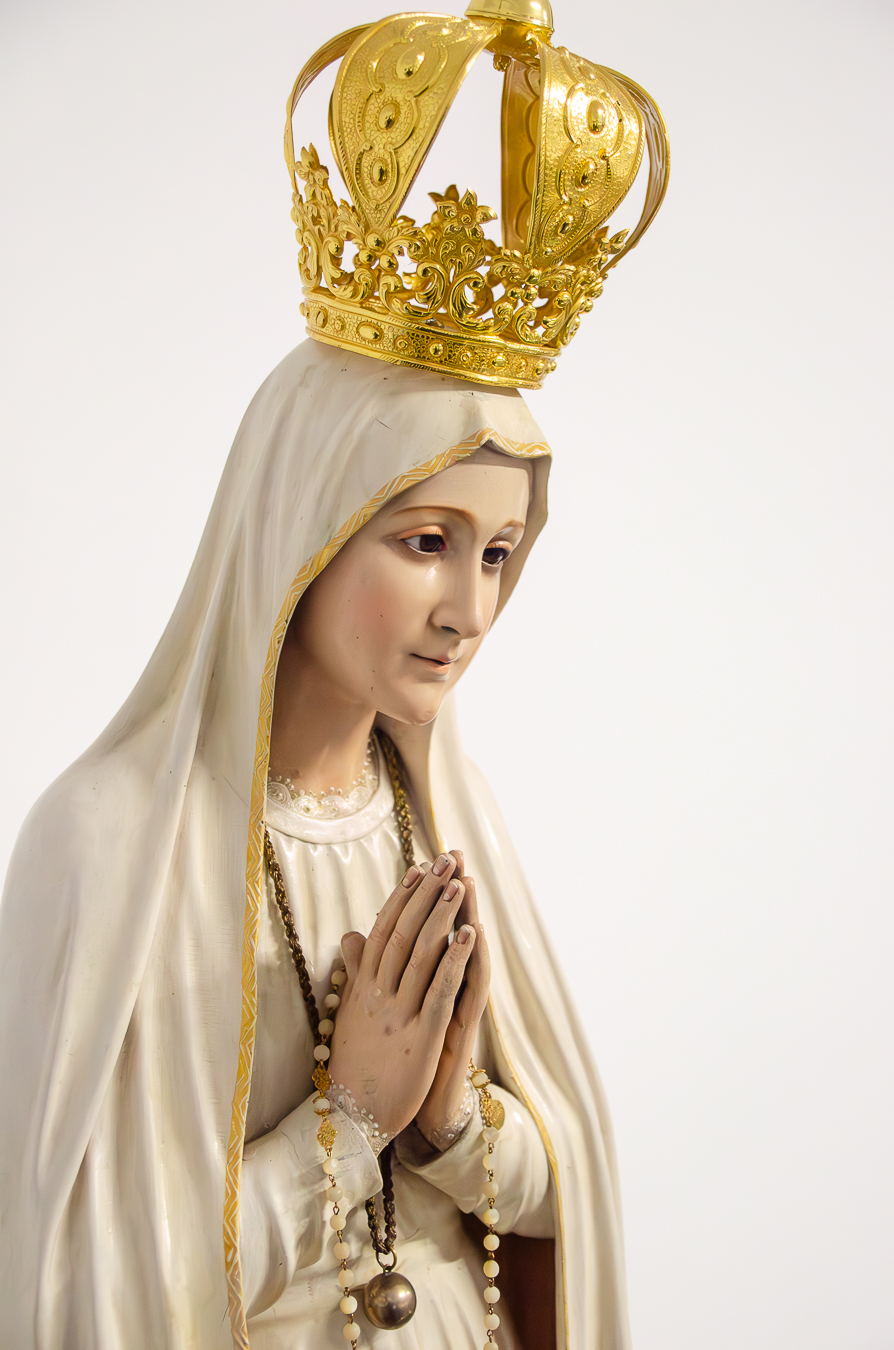
Ntra. Sra. del Rosario de Fátima.

## Procesiones

### Estación de penitencia (Martes Santo)
La hermandad realiza su procesión penitencial en la tarde-noche del Martes Santo. A las 20:00 horas tiene lugar su salida desde la sede canónica y avanza durante los primeros metros del recorrido por amplias calles y avenidas hasta llegar al centro histórico de la ciudad cacereña. Una vez allí realiza estación de penitencia ante el Santísimo en Templo Conventual de Santo Domingo. Tras ello, emprende su camino de vuelta despidiéndose de la "Ciudad Monumental" para regresar a su barrio, siendo esta la parte más íntima del recorrido que desemboca en una entrada plagada de fieles.

#### Cortejo procesional
Se compone de hermanos "capuchones" con cirio o insignias como la Cruz Guía, bandera, estandartes o libro de regla, acólitos y pertiguero, representaciones, cuerpo de capataces, cuadrilla que porta al Señor, etc.
- Cortejo: 51 personas. (2024)
- Novedades de interés (2025): Nueva forma de carga a costal (sustituye al falso costal).

#### Paso
Ntro. Padre Jesús de la Lealtad Despojado de sus Vestiduras (Juan Jiménez y Pablo Porras, año 2021) Representa la décima estación del Vía Crucis
- Capataz: Francisco Paz Domingo
- Costaleros: 28

#### Hábito
Túnica de sarga de color blanco con botonadura verde botella, ceñida con cíngulo de color verde. Escapulario verde botella. Antifaz blanco de un metro, ceñido a la altura del hombro, semicircular a la altura del pecho cuatro centímetros por encima del ombligo. Capa de color blanco, con el escudo de la hermandad en el lado izquierdo. Guantes blancos y zapatillas de lona blanca. La medalla de la Hermandad pende del cuello, por debajo del antifaz. Los hermanos infantiles sustituyen el capuchón y la capa por capelina.

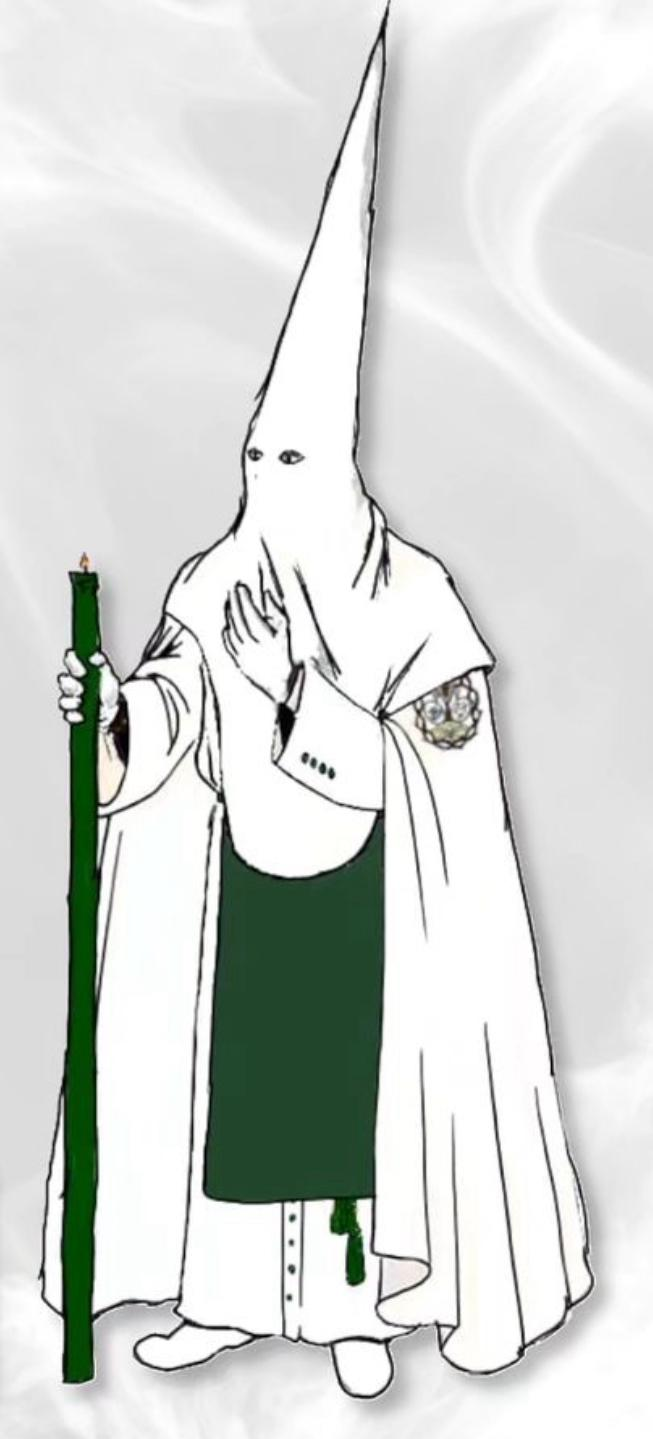
Hábito de nazareno.

#### Itinerario 2024
- Ida:  Parroquia de Ntra. Sra. del Rosario de Fátima (20:00 horas), Rafael García-Plata de Osma, Gil Cordero, Plaza de América (20:30), Avda. de España (impares) (21:00), San Antón, San Pedro, Plaza de San Juan, Pintores(21:30), Plaza Mayor, General Ezponda, Ríos Verdes, Andrada y Templo Conventual de Santo Domingo (Estación de penitencia, 22:00).
- Vuelta: Plaza de la Concepción, Moret (22:30), Pintores, Plaza de San Juan, San Pedro, San Antón, Avda. de España (impares) (23:00), Fuente Luminosa, Avda. de España (pares) (23:30), Gómez Becerra (00:00), Eladia Montesino-Espartero Averly, Gil Cordero, Rafael García-Plata de Osma y entrada en la Parroquia de Ntra. Sra. del Rosario de Fátima (00:30 horas)

*Horarios de paso estimados de la Cruz Guía.

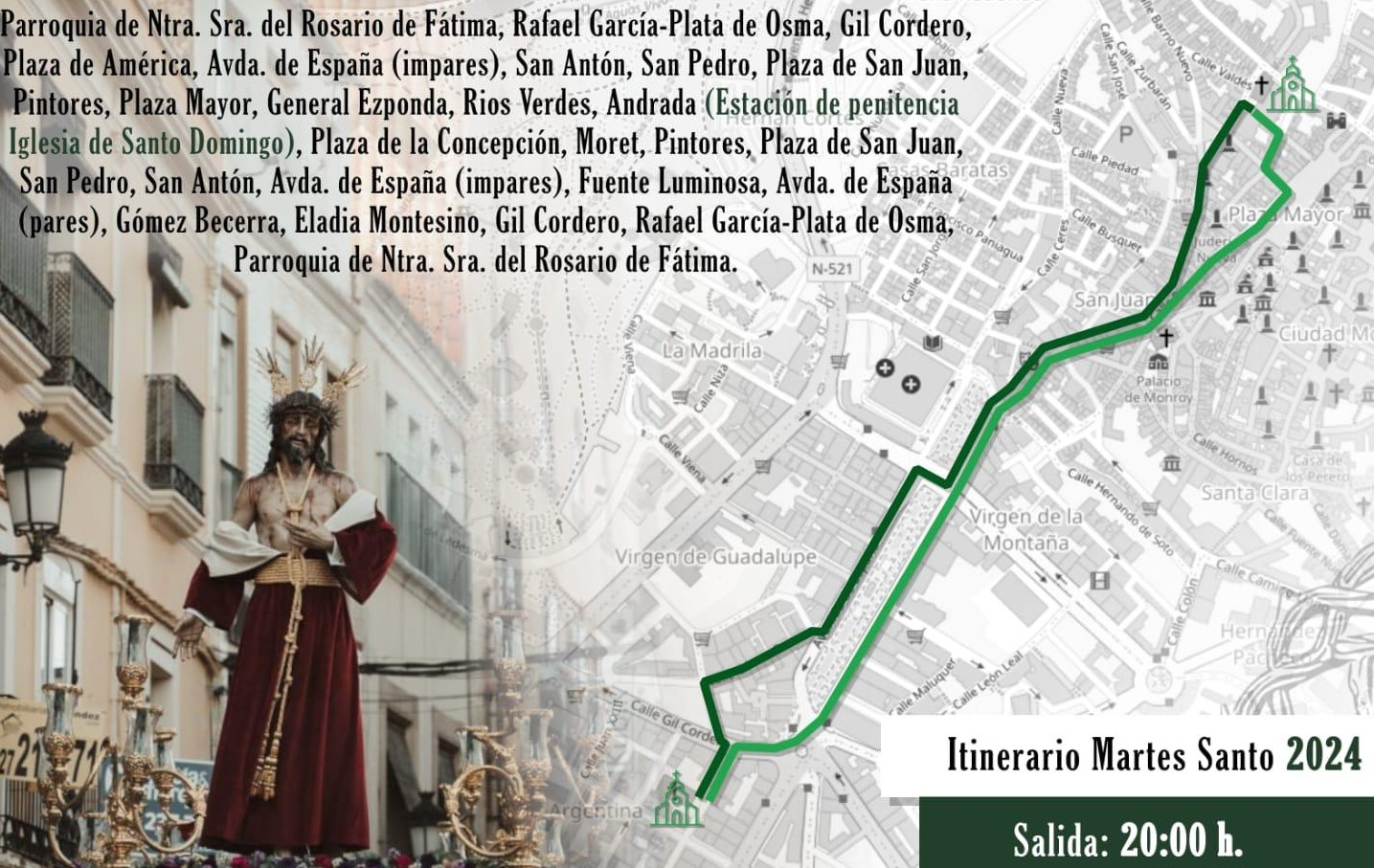

#### Acompañamiento musical
Banda de Cornetas y Tambores "Stmo. Cristo del Humilladero" (Cáceres).

### Virgen de Fátima (Procesión de las Antorchas) 12 de mayo
El día 12 de mayo, víspera de la festividad de Fátima, se celebra la tradicional "Procesión de las Antorchas" por las calles de la feligresía. Esta es una de las procesiones de "gloria" más multitudinarias de la ciudad y son numerosos los fieles que acompañan con pequeñas velas el transitar de la sagrada imagen por su barrio.

#### Cortejo procesional
Abre la procesión el estandarte de Fátima, seguido por los hermanos y enseres pertinentes que representan a la Cofradía. Tras ellos el paso de la Stma. Virgen portado a hombros junto a los feligreses con vela que alumbran el paso.

#### Paso
Nuestra Señora del Rosario de Fátima (1953)

#### Itinerario 2024
Parroquia de Fátima (23:00), Sanguino Michel, Argentina, Juan XXIII, Lima, García Plata de Osma, Dionisio Acedo, Sanguino Michel, Parroquia de Fátima (00:30)

## Patrimonio

### Enseres e insignias.

#### Medalla (2019).
La medalla es el distintivo propio de los hermanos, y consiste en una reproducción en metal plateado del escudo de la Hermandad, figurando en el reverso el título de esta, y pende del cuello de los hermanos mediante un cordón trenzado con hilos de color verde oscuro y blanco. Presenta, como eje central, una cruz de madera con sudario sobre monte. En la base de éste reposa una flor de lis, símbolo mariano por excelencia, así como uno de los símbolos representativos del escultismo, de cuyos tres pétalos nacen las tres virtudes scouts, tomando la Hermandad las de Lealtad y Pureza. A ambos márgenes de la cruz se disponen dos óvalos: el diestro, en su interior, presenta una columna, tres clavos y dos lanzas como símbolos de la Pasión de Cristo; el siniestro, por su parte, alberga el anagrama de la Virgen María. Completa el emblema una corona de espinas que rodea y cierra toda la composición.

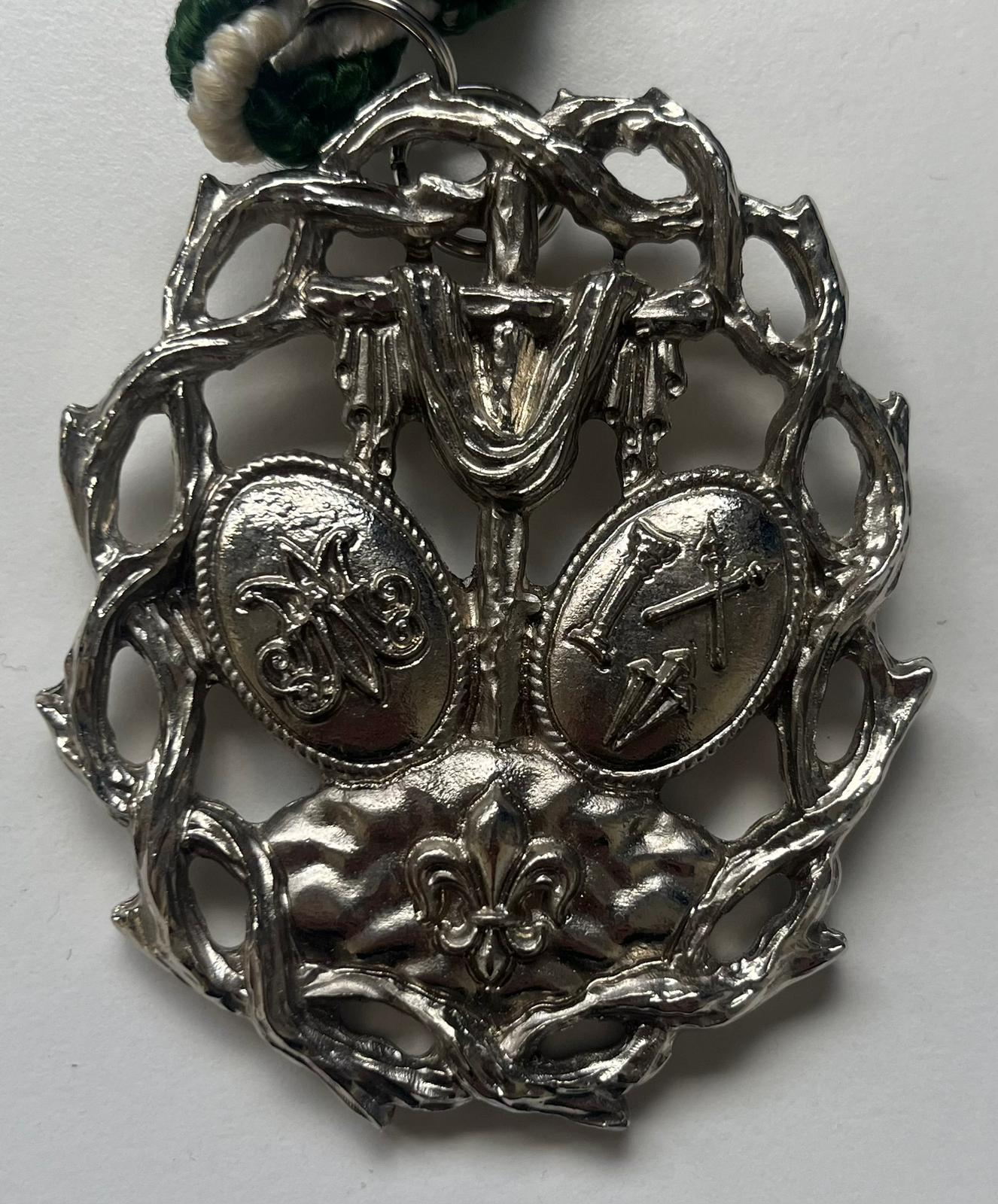
Medalla distintivo de la cofradía del Despojado (Cáceres)

#### Bandera corporativa (2019).
Se trata de la primera insignia que tuvo la Hermandad. Mezcla los colores corporativos en forma de cruz blanca sobre fondo verde con formas arbóreas y el escudo de la hermandad en el centro. Está rematada por una cruz plateada en su punta superior. 

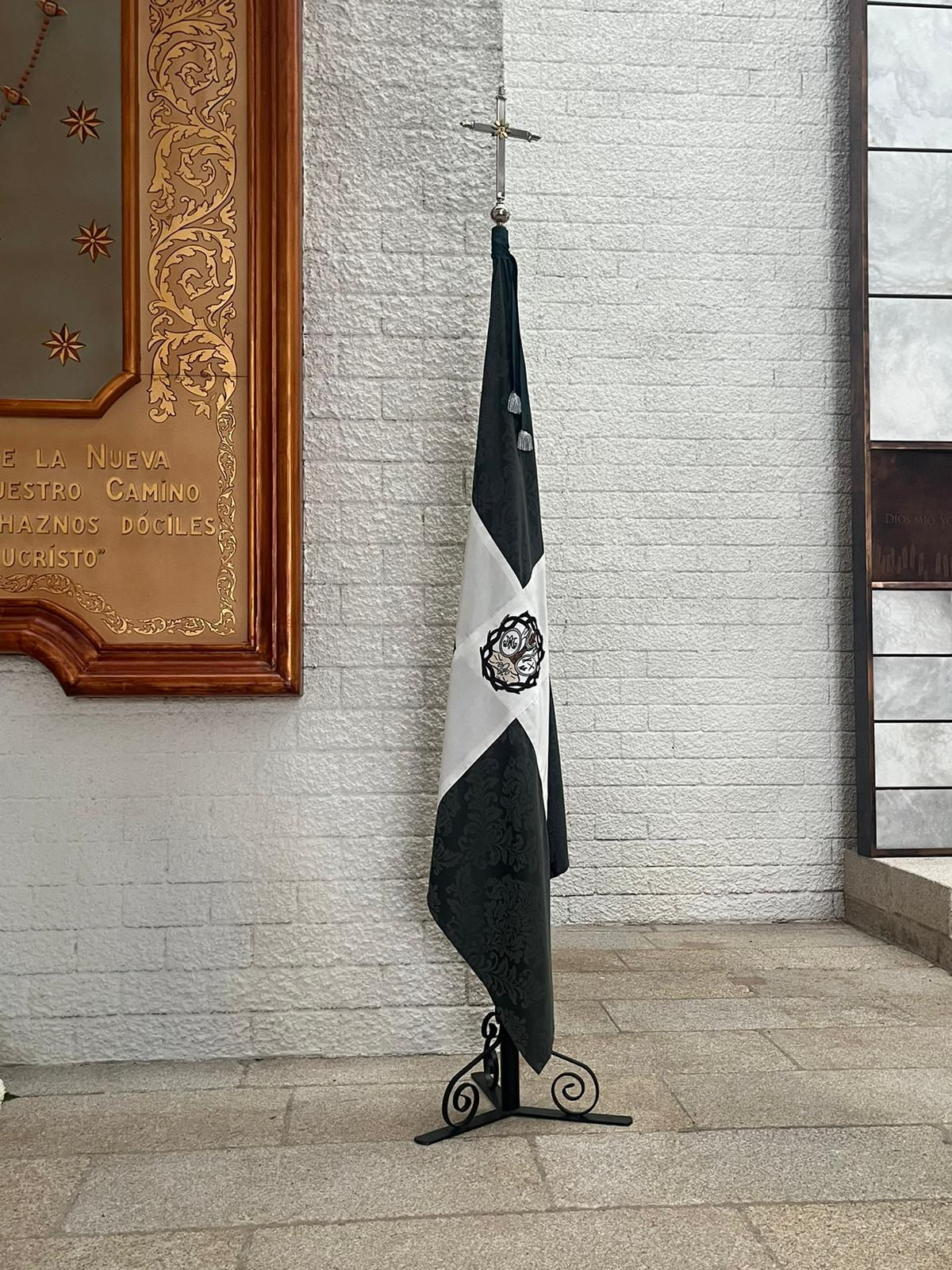
Bandera Corporativa.

#### Libro de Reglas (2024).
Ejecutado en terciopelo de color verde vera cruz con aplicaciones de orfebrería en plata, destacando en el centro el escudo de la Hermandad. Fue ejecutado por Orfebrería del Sur. 

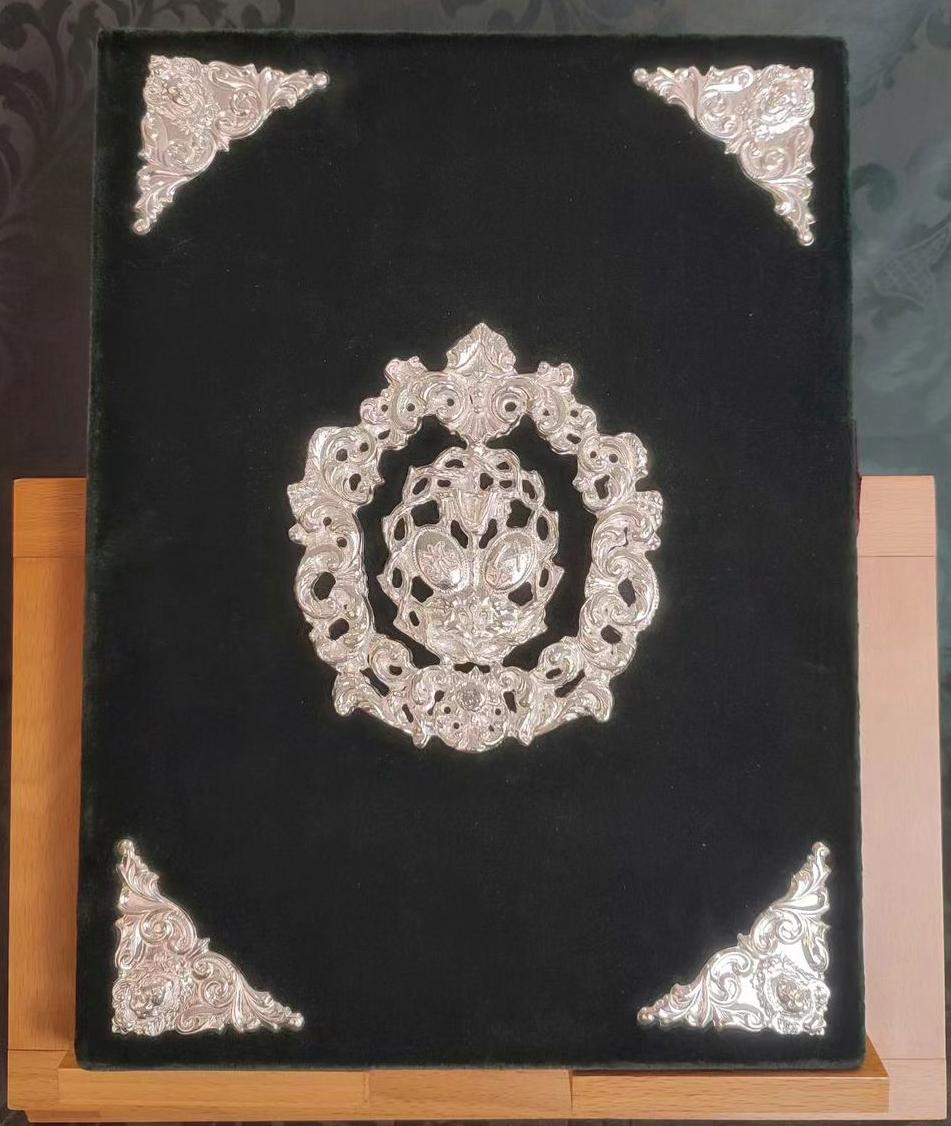
Libro de Reglas.

#### Juego de ciriales y pértiga (2023).
Las cinco piezas fueron ejecutadas por Orfebrería del Sur en Lucena. El diseño, presenta la flor de lis como eje central, símbolo de la Pureza de María y distintas filigranas en plata. 

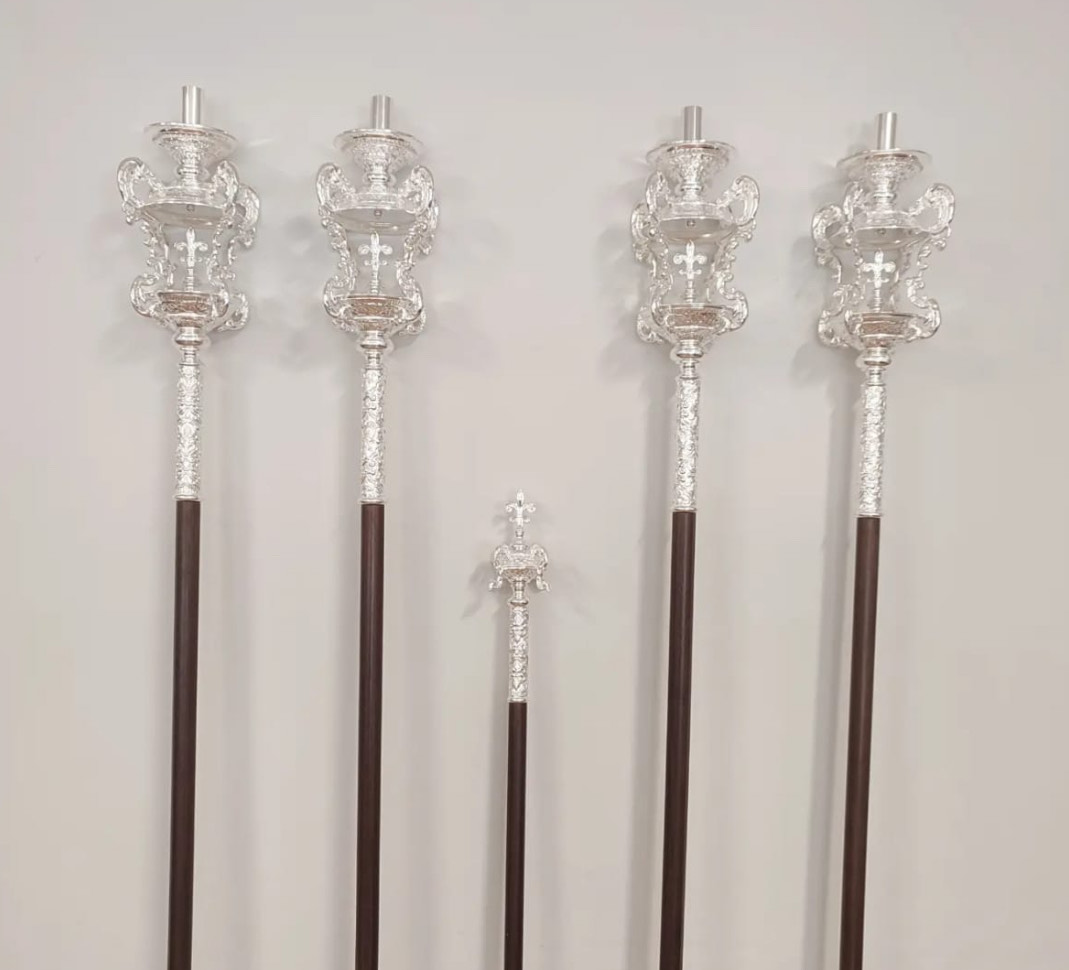
Juego de Ciriales y pértiga para el paso de Jesús de la Lealtad Despojado.

#### Estandarte de Fátima.
Estandarte en honor de la titular gloriosa de la Hermandad. Se compone de una pintura central de la Virgen rodeada por fondo blanco con apliques dorados.

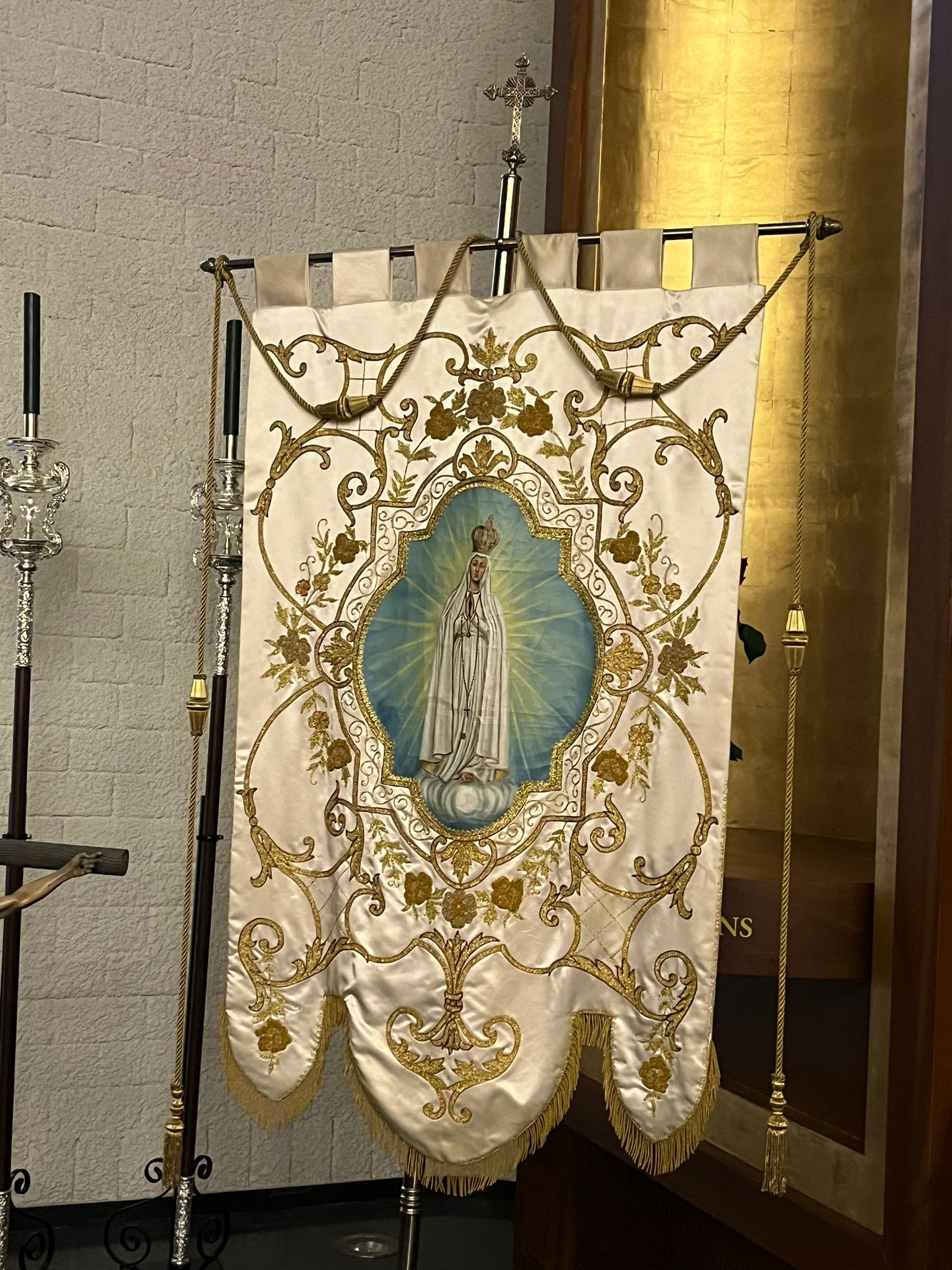
Estandarte de Ntra. Sra. del Rosario de Fátima (Cáceres).

### Ajuar de Jesús Despojado

#### Potencias de bendición (2021)
Están basadas en un diseño de Alberto Portillo Roa, mientras que la ejecución la llevó a cabo el orfebre cordobés Daniel Porras Castro.
Siguen las preseas las líneas estilísticas del neobarroco con ciertas influencias propias de la arquitectura y de la joyería del rococó francés. En orden ascendente, figuran en primer lugar un pelícano eucarístico, símbolo del Amor de Cristo. La zona central de las mismas, por su parte, presenta un óvalo compuesto de ráfagas de plata. Las potencias diestra y siniestra presentan óvalos en cuyo interior se aprecian las letras griegas Alpha y Omega respectivamente, las cuales, engastadas en brillantes, simbolizan a Cristo como principio y fin. El óvalo de la potencia central consta de una cruz latina, engastada también en brillantes. Envuelve la composición central una profusión ornamental a base de volutas y hojarasca entrelazadas, sirviendo como unión de estas dos esmeraldas que dividen la parte inferior de la superior. En esta última los ornamentos vegetales se unifican con los arquitectónicos, sirviendo de base una flor de lis, símbolo de la Hermandad. En los extremos de la flor, dos racimos de uvas hacen las veces de capiteles, en los que se apoyan, a su vez, los extremos de un arco de medio punto engastado en brillantes con una esmeralda en su parte central. Bajo el arco, se aprecia en letras de plata las palabras latinas “via,  veritas, vita”. Culmina el diseño una sucesión de rayos flamígeros y rayos triples y dobles en plata sobredorada, destacando el central con amatista engastada. 

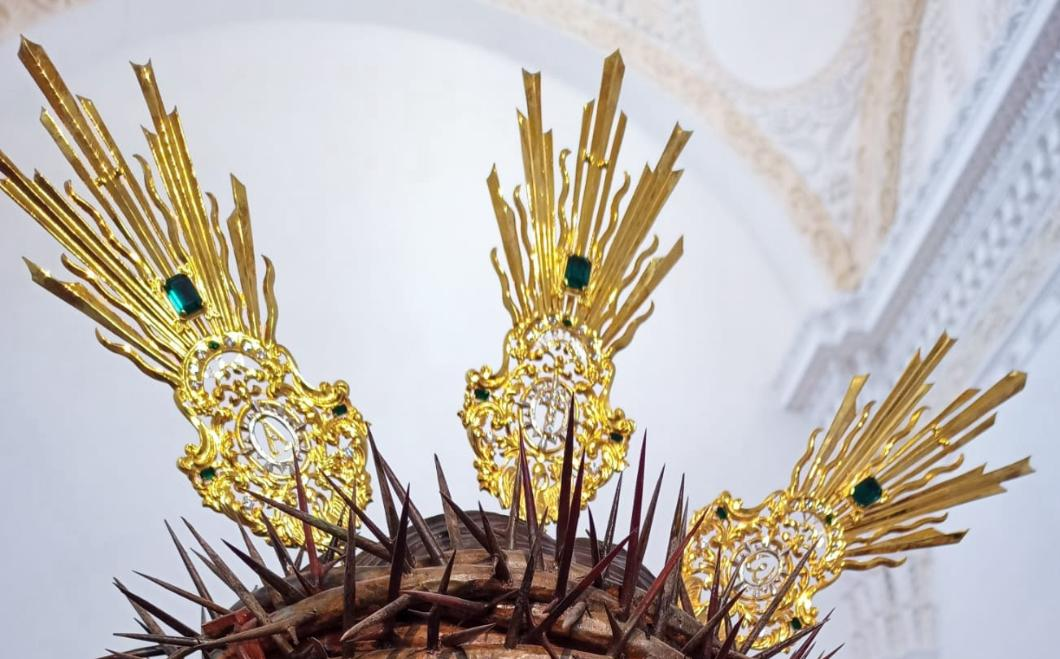
Juego de potencias de plata sobredorada y piedras.

#### Broche del Grupo Joven (2024).
Presea de oro con esmeralda y brillantes donada por el Grupo Joven San Juan Evangelista bajo diseño del Hno. Mayor y realizada por el orfebre J. Manuel  Cobos, siguiendo la línea estilística y artística de las potencias de bendición.

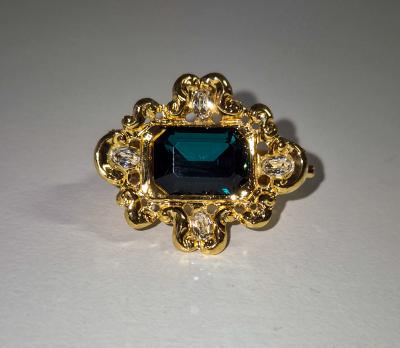
Broche del Grupo Joven.

#### Túnicas de Jesús Despojado
-Terciopelo de seda granate (2021).
-Túnica de terciopelo morado (2022).
-Túnica en terciopelo de seda blanca 
(bendición 2021)  y mantolín morado (2023).
-Túnica de sarga verde botella (2023).
-Túnica de sarga morada (2022).

#### Corona de bendición (2023).

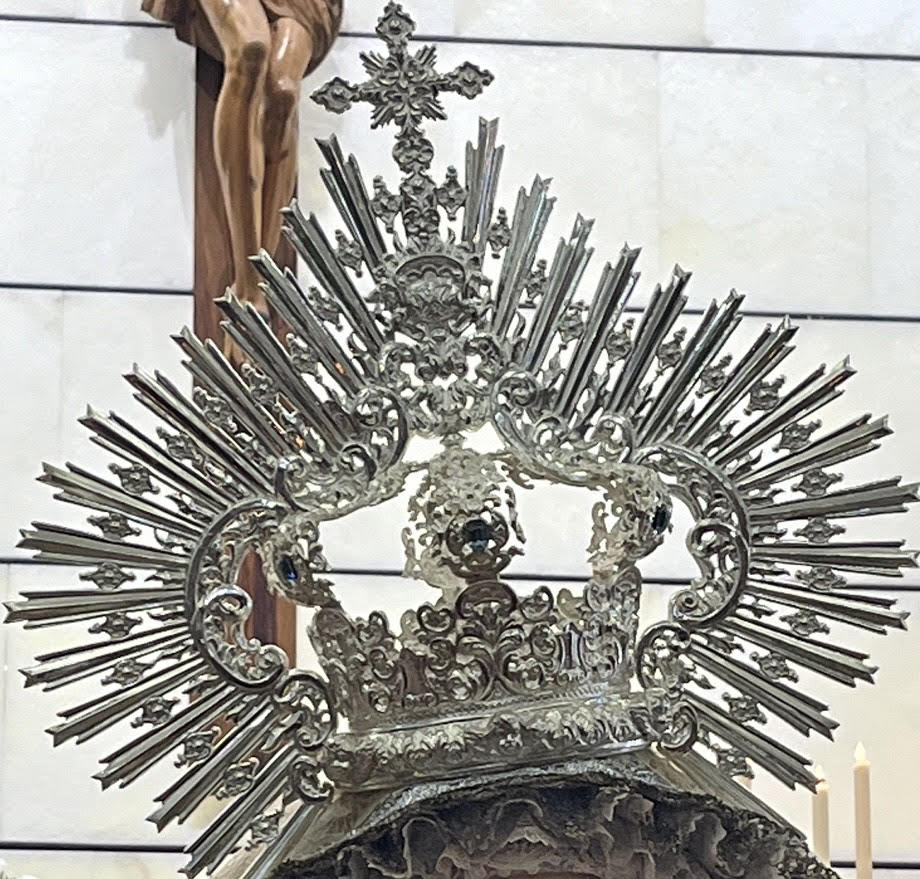
Corona de bendición realizada en Plata y aguamarinas.

#### Diadema de plata y aguamarinas (2024).

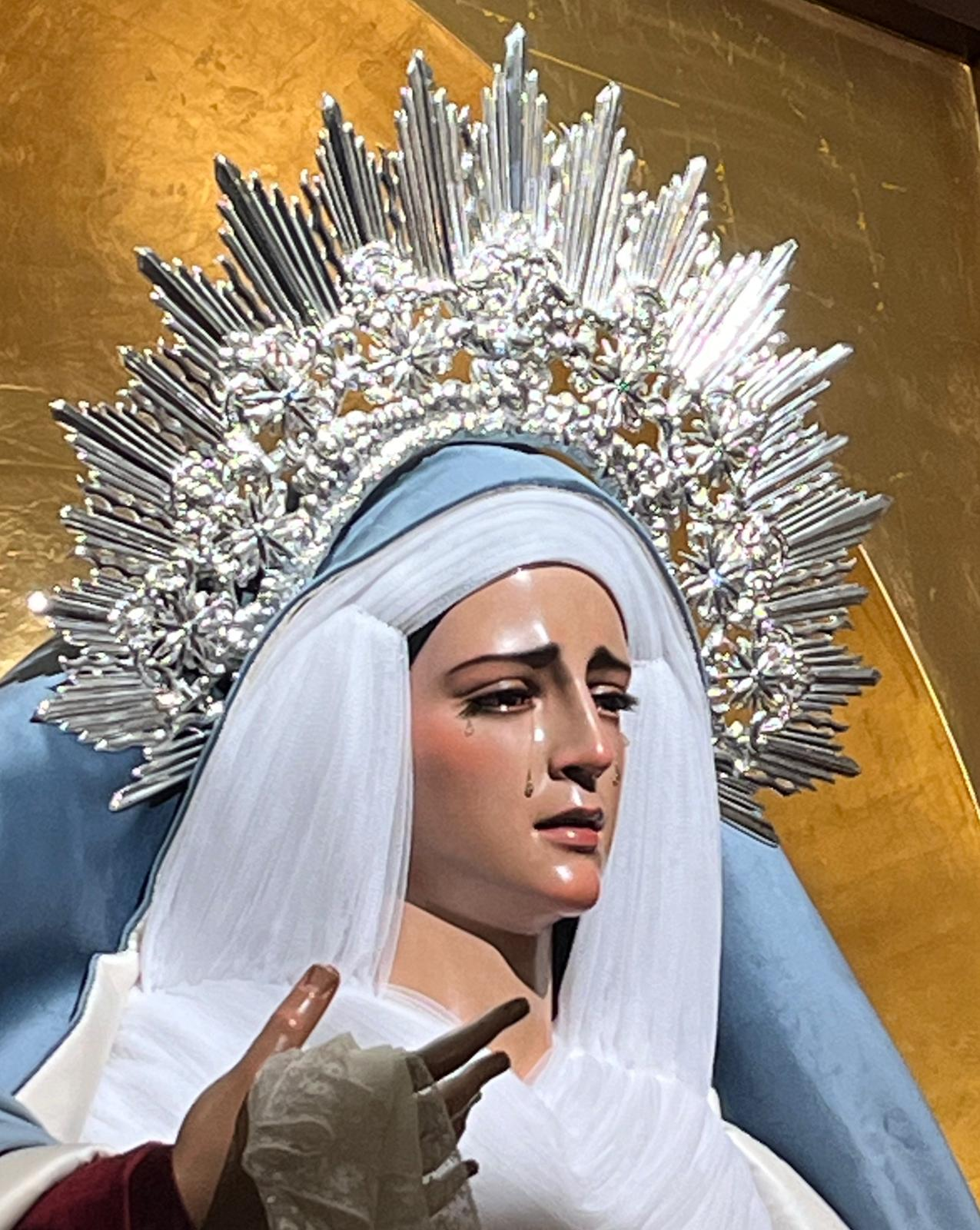
Diadema de plata y aguamarinas.

### Ajuar de María Stma. de la Pureza.

#### Puñal de bendición (2023).
Donado por el Grupo Joven, y portado por la Santísima Virgen por primera vez en su Solemne Bendición. El diseño de la pieza es obra de Alberto Portillo Roa y la ejecución corrió a cargo del orfebre José Ismael Moya Bos.
Sigue el puñal el estilo artístico de la Hermandad. Realizado en plata, presenta numerosas aguamarinas por todo su conjunto, destacando la piedra central sobre elevada del resto. En la parte superior, como remate, destaca la flor de lis, símbolo de la Pureza de María. En la parte inferior del mismo, se encuentra el anagrama de María enmarcado entre volutas, las cuales se entrelazan por toda la presea.

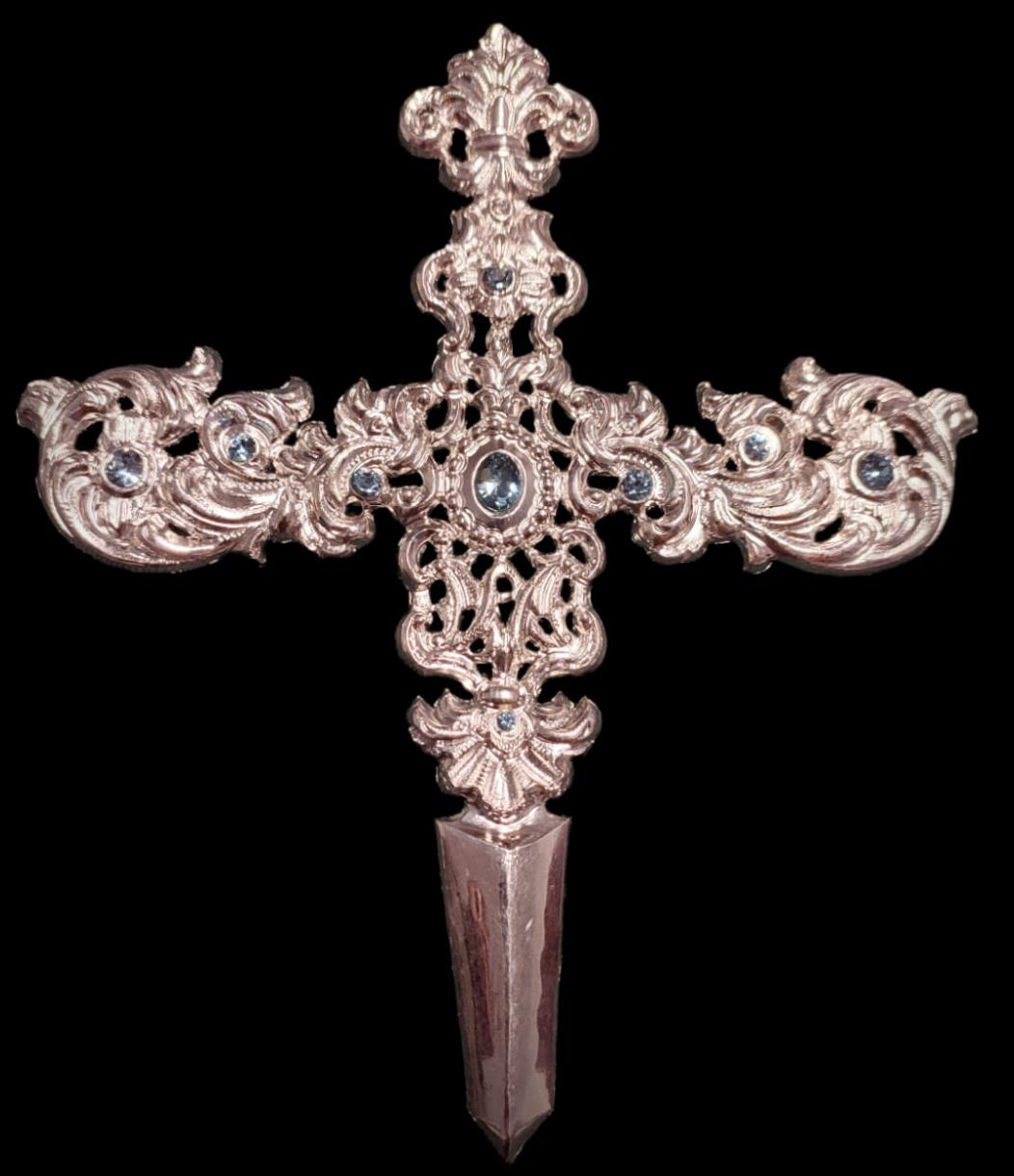
Puñal de bendición.

#### Cruz del Grupo Joven (2024).
Cruz pectoral de plata a juego con el puñal  de bendición. Comparten ambas joyas diseñador y orfebre.

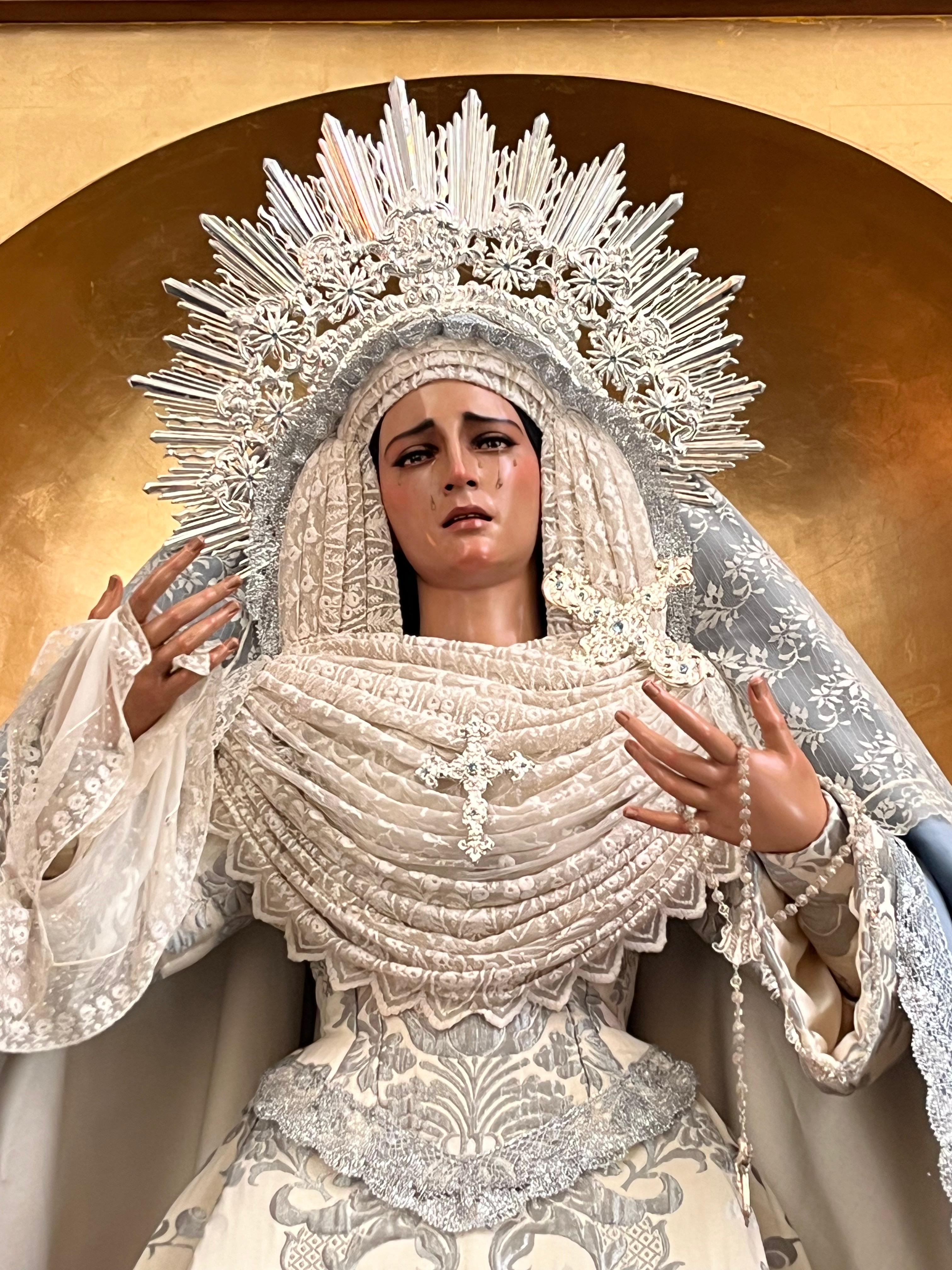
María Stma. de la pureza estrenando la "Cruz Pectoral" ataviada para la Pascua de 2024.

#### Ternos de la Virgen

##### Terno de bendición (2023).
Saya realizada en brocatel de plata a realce, sobremanto y tocado de encaje y manto de terciopelo blanco con puntilla en plata.

##### Terno de hebrea (2024).
Vestimenta  completa realizada en los talleres de Francisco Mira Montoro, vestidor de la Virgen, compuesta de manto en terciopelo color azul empolvado, saya en terciopelo color burdeos, fajín hebraico realizado a partir de tejidos y bordados de finales del XVII y galonería en plata, tocado en tul de seda, pañuelo de batista y encaje de finales del XIX y rosario.

##### Saya "De las Flores", Manto Verde y Rosario de Nácar (2024)
Componiendo el terno de tiempo ordinario, se disponen saya color perla brocada en sedas con motivos florales de colores variados, manto en terciopelo color verde empolvado y rosario de nácar natural con filigrana de plata sobredorada vermei del siglo XIX, este último donación de dos hermanos.
Completa la vestimenta el tocado de seda natural en color marfil.

#### Fajín de General, del Estado Mayor y Cruz de laOrden Militar de San Benito de Avis(Portugal) (2024)
Gracias a la donación por parte del Exmo. Sr. D. Federico Carrero Plaza, General de Brigada de Artillería y diploma del Estado Mayor de los Tres Ejércitos, la Stma. Virgen recibió en octubre de 2024 el Fajín de General del Ejército Español, el Fajín del Estado Mayor y la insignia de la Orden Militar de San Benito de Avis de Portugal. Incorporando desde entonces estas tres importantes piezas a su ajuar.

### Ntra. Sra. del Rosario de Fátima

#### Corona imperial (2024)
La pieza fue diseñada y ejecutada por el orfebre José Ismael Moya, bajo iniciativa de la Hermandad, gracias a la colaboración de los hermanos y feligreses.
Se trata de una corona de estilo imperial, como es característico en la Virgen de Fátima. Destaca la pieza del orbe en su parte superior, con profusión de brillantes y lapislázulis, resaltando la cruz con perlas, así como la inclusión del escudo corporativo de la Hermandad en el cuerpo inferior. Sustituye por primera vez a la de bendición que acompañaba a la imagen desde 1953.

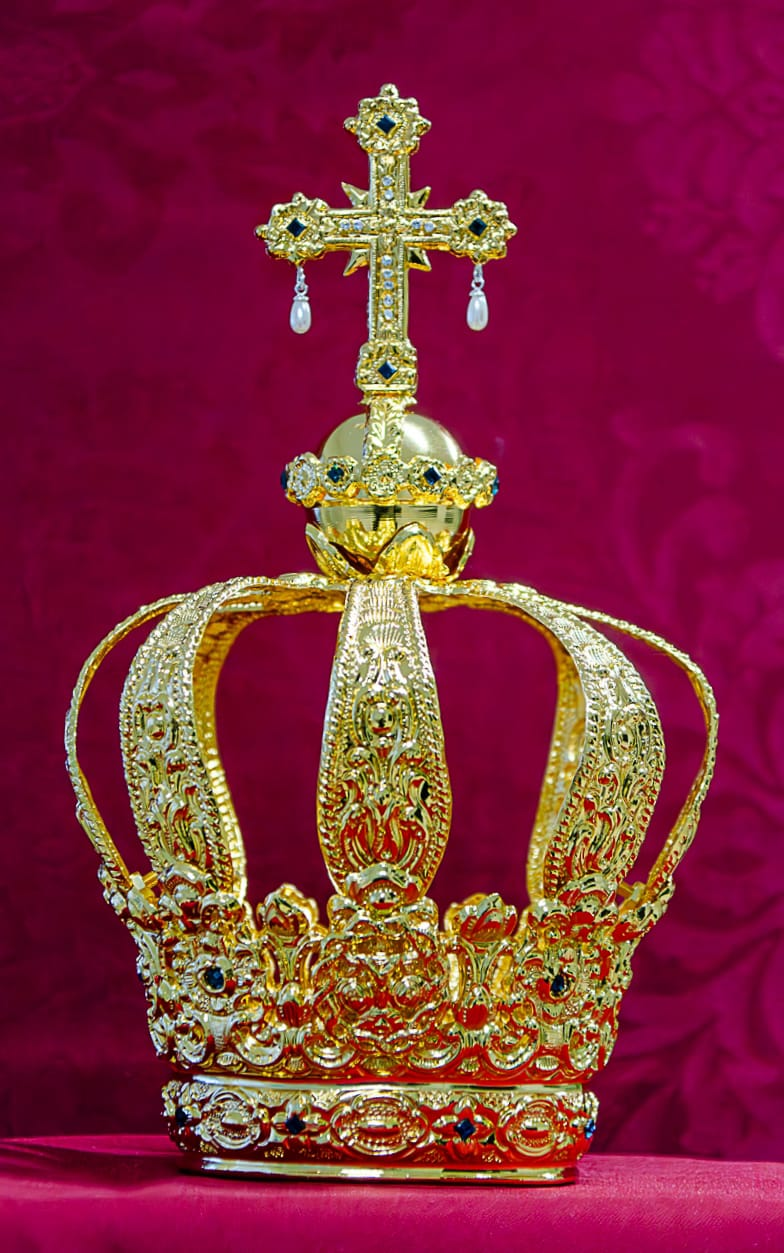
Corona imperial.

### Patrimonio musical

#### Marcha "Pureza" (2024)
Con ocasión de la primera salida procesional de la titular dolorosa debido a su participación en la Magna Mariana por el centenario de la coronación canónica de la Patrona de Cáceres ,  se compuso y estrenó la marcha para banda de plantilla completa "Pureza". Su autor es Carlos Chaves Gómez, con dilatada experiencia en el ámbito de la música procesional como percusionista, autor de marchas ("Una vida por ti", "Misericordia") y director de las Agrupaciones Musicales Nuestra Señora de la Misericordia (Cáceres) y Los Arcos (Malpartida de Cáceres).
Se trata de la primera marcha dedicada a la Hermandad.

### Patrimonio literario, pictórico y cartelería
La Hermandad cuenta con un archivo literario consistente en distintos textos que se han ido dedicando a la corporación durante su historia.
Estos son:
| Texto             | Autor                    | Año  |
| ----------------- | ------------------------ | ---- |
| 1.er Pregón Joven | Alberto Fernández Benaín | 2023 |
| 2.º Pregón Joven  | Francisco Paz Domingo    | 2024 |
| FIDES 1.ª edición | Varios                   | 2024 |
| 3.er Pregón Joven | Jorge Durán Piris        | 2025 |

A lo largo de sus años de vida, la Hermandad encarga a diversos autores  la realización de obras artísticas para ilustrar sus salidas procesionales u otros eventos de calado, pasando estas a formar parte del patrimonio de la corporación. A continuación se detallan algunos de los autores que realizaron dichas obras:
| Motivo                 | Técnica                       | Autor               |
| ---------------------- | ----------------------------- | ------------------- |
| Martes Santo 2022      | Fotografía                    | Alejandro Palencia  |
| Martes Santo 2023      | Montaje fotográfico           | Sergio Blanco Gómez |
| Bendición Pureza       | Óleo sobre tabla              | Rebeca Bravo López  |
| Martes Santo 2024      | Acrílico y tinta sobre lienzo | José Carlos Torres  |
| Papeleta Magna Mariana | Mixta                         | Rebeca Bravo López  |
| Martes Santo 2025      | Ilustración Digital           | Jaime J. Sánchez    |
| Pregón 2025            | Tiza                          | ReysPeru            |

## Celebraciones y cultos
En cuanto a las celebraciones cultuales que organiza la Hermandad se destaca:
- Solemne Triduo en honor de Nuestro Padre Jesús de la Lealtad Despojado. Se celebra la segunda semana de Cuaresma desde el miércoles al viernes, siendo este último día de Triduo una Santa Misa por el Rito Hispano-Mozárabe, habiendo sido autorizada, con fecha de 15 de diciembre de 2023, la celebración anual de este rito por licencia del Excmo. y Rvdmo. Arzobispo de Toledo, Primado de España, Mons. Francisco Cerro
- Solemne Vía Crucis con la imagen de Nuestro Padre Jesús de la Lealtad Despojado. Se celebra el sábado de la segunda semana de Cuaresma al término de la Eucaristía. La imagen recorre las calles aledañas.
- Función Solemne en honor a Nuestro Padre Jesús de la Lealtad Despojado.
- Pregón Joven. Se impulsó en 2022, consiste en un pregón recitado por un candidato elegido de forma interna por la Hermandad y siempre menor de 30 años.
- Solemne Besapie y Vigilia en honor a Nuestro Padre Jesús de la Lealtad Despojado. La vigilia comienza en la noche del viernes de la tercera semana de Cuaresma por el grupo de Renovación Carismática de la Parroquia de Fátima. Posteriormente el sábado y domingo se celebra el Solemne Besapie a la imagen.
- Cruz de Mayo. Acto realizado e impulsado por el Grupo Joven "San Juan Evangelista" consiste en una cruz de flores naturales en el patio de la Parroquia de Fátima, seguido de una gran romería.
- Solemne Novena en honor a Nuestra Señora del Rosario de Fátima. Tiene lugar desde el 4 de mayo hasta el 13 de mayo. Durante la novena tiene lugar la procesión (12 de mayo) y su devoto besamanos (13 de mayo).
- Santa Misa en honor al Milagro del Sol - 13 de Octubre. La hermandad en colaboración con su grupo joven y con la parroquia realiza una misa especial en honor al Milagro del Sol.
- Solemne Quinario en honor a María Santísima de la Pureza. Tiene lugar en torno al 16 de octubre, Festividad de la Pureza de María.
- Devoto y Solemne besamano en honor a María Santísima de la Pureza.
- Función principal de Instituto. Es el acto más importante y principal de la hermandad.
- Visita de la Heralda Real. Es un acto organizado por el Grupo Joven donde la figura de la "Heralda Real" es recibida en la Parroquia, en este acto cientos de niños entregan su carta. Paralelamente se realiza un concierto de la Banda Infantil del Espíritu Santo con villancicos, chocolatada y mesa de ofrendas.
- Fiesta en honor a San Juan Evangelista. Se compone de una Eucaristía en honor a San Juan Evangelista, patrón de la juventud cofrade el 27 de diciembre, el cual es cotitular de la hermandad y cuyo nombre da al grupo joven, los cuales realizan este acto.

## Referencias

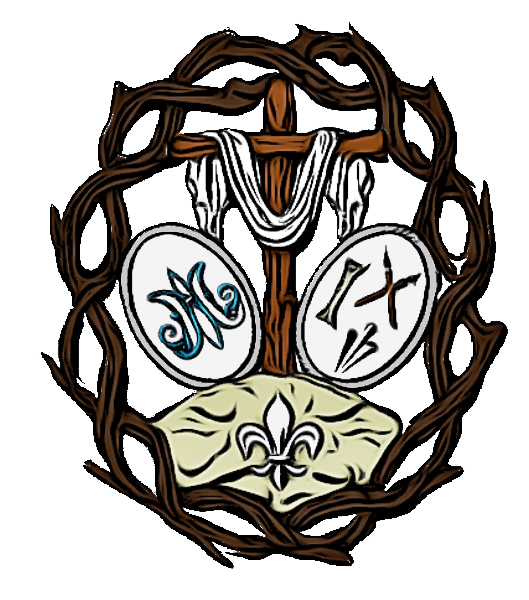
Escudo de la Hermandad